# 橘永範
橘 永範（たちばな の ながのり）は、平安時代初期の貴族。姓は朝臣。官位は従五位上・下野権守。

## 経歴
承和8年（841年）従五位下に叙爵。相模介の官職にあった承和11年（844年）俸料1万束にて墾田を得て、相模国の高座郡・愛甲郡に救急院を設置している。
嘉祥3年（850年）文徳天皇の即位後に、刑部少輔次いで民部少輔に任ぜられる。仁寿2年（852年）下野介に遷ると、斉衡3年（856年）下野権守と、下野国の国司を歴任した。またこの間の仁寿3年（853年）に従五位上に昇叙されている。

## 官歴
注記のないものは『六国史』による。
- 時期不詳：正六位上
- 承和8年（841年） 正月13日：従五位下
- 承和11年（844年） 日付不詳：見相模介[1]
- 承和15年（848年） 3月21日：見前相模介[1]
- 嘉祥3年（850年） 7月1日：刑部少輔。8月5日：民部少輔
- 仁寿2年（852年） 8月22日：下野介
- 仁寿3年（853年） 正月7日：従五位上
- 斉衡3年（856年） 2月8日：下野権守